# Emmanuel College
L'Emmanuel College è uno dei collegi costituenti l'Università di Cambridge, soprannominato dagli studenti come Emma. È stato fondato nel 1584 da Walter Mildmay, l'allora Cancelliere dello Scacchiere, ed ospita all'incirca 650 studenti. Ammette le donne dal 1979.
L'Emmanuel ha una grande tradizione accademica, tanto che si trova molto spesso in testa alla Tomkins Table che classifica tutti i collegi a seconda dei risultati ottenuti dagli studenti negli esami. È anche uno dei collegi più ricchi per via della quantità di donazioni che riceve. Ospita ogni due anni un May Ball, tradizionale festa per celebrare la fine dell'anno accademico.